# قصور ولاية البيض
قصر بريزينة هو قصر قديم لا يختلف من حيث تصميمه والمواد بنائه عن بقية قصور المنطقة. وهو مشيد على مرتفع يشرف على واحة النخيل ووادي سقر ازقته ضيقة وبيوته متراصة لا تتجاوز الطابق الأول والقصر عبارة عن أطلال عدا بعض البيوت القليلة التي لا تزال مسكونة وهو مشيد بالطريقة التي تراعي الظروف الاجتماعية والروحية للسكان.